# 중원경

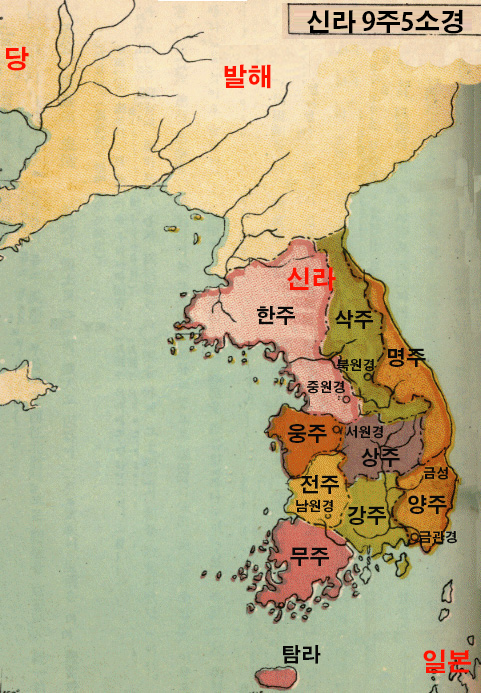
남북국 시대 신라의 9주 5소경

중원경(中原京) 또는 국원소경(國原小京)은 신라의 광역 행정구역인 9주 5소경의 한 소경(小京)으로 지금의 충주시이다. 중원경은 왕경인들을 이주시켜 피정복민을 회유하기 위해 설치되었다.

## 연혁
중원경의 치소 일대는 원래 고구려의 국원성(國原城)이었다. 고구려가 남하정책을 펼쳐 이 지역에 중요 거점으로 국원성을 설치하였는데 551년(진흥왕 12년)에 신라가 이 지역을 점령하였다. 557년에는 국원소경으로 승격시키고 귀족의 자제 및 6부의 부유한 백성들을 사민시켰다. 757년(경덕왕 16년)에 전국의 행정구역 명칭을 중국식으로 고치면서 국원소경도 중원경으로 개칭되었다. 고려 때 충주(忠州)로 개칭하여 지금에 이른다.
《삼국사기》 〈지리지〉에는 경덕왕이 중국식으로 고친 명칭을 기준으로 기록되어 있다.

## 중원경의 설치
중원경은 신라가 한강 유역을 정복한 직후인 557년에 설치된 소경이다. 소경은 새로 편입된 정복지의 통치를 위해 설치되었다. 중원경에는 귀족들의 자제와 6부의 부유한 백성들을 대거 이주시켜 중원 지역을 효과적으로 통치하고 문화적으로도 복속을 꾀했다고 이해된다. 또한 중원경에는 대가야 정복 이후 대가야의 지배층이 많이 이주되었는데 우륵이 대표적인 인물이다. 문무왕 때에는 중원경의 방어를 위한 성을 쌓았는데 둘레가 2,592보였다고 한다.

## 같이 보기
- 신라의 행정 구역
- 국원성
- 충주시